# Manuel Zigerli
Manuel Zigerli (* 8. Mai 1989 in Biel) ist ein ehemaliger Schweizer Eishockeyspieler, der auf der Position des Stürmers aktiv war. Er ist der Sohn des früheren Spielers des EHC Biel, Hugo Zigerli.

## Karriere
Manuel Zigerli durchlief alle Juniorenstufen des EHC Biel und stiess zur Saison 2005/06 zur ersten Mannschaft des Clubs. Nach dem Aufstieg des EHC Biel in die National League A wechselte er mittels B-Lizenz zur Saison 2008/09 leihweise zum EHC Basel. Der EHC Biel besass im Saisonverlauf ebenfalls die Möglichkeit den Angreifer – falls erforderlich – in den NLA-Kader zu berufen. Im Trikot der Basler absolvierte Zigerli ebenfalls seine bis dato statistisch erfolgreichste Spielzeit mit acht Toren und 23 Vorlagen in 35 NLB-Partien. Nach seiner Rückkehr zum EHC Biel blieb es ihm in den folgenden zwei Saisons ungeachtet reichlicher Spielpraxis verwehrt den Durchbruch in der höchsten Schweizer Spielklasse zu realisieren. Dies war einerseits Zigerlis Schwächen im Offensivspiel geschuldet, andererseits hatten die verhältnismässig oft wechselnden Angriffsreihen der Bieler einen spürbaren Einfluss auf sein Angriffsverhalten, welches an Konstanz mangelte.
Zur Saison 2012/13 wurde der Bieler für zwei Saisonen vom NLB-Klub HC La Chaux-de-Fonds verpflichtet. Nachdem er 2014/15 für den Liga-Konkurrenten HC Ajoie die Stiefel schnürte, wechselte er 2015 zum EHC Zuchwil Regio in die drittklassige Regio League.
Dort beendete er 2018 seine aktive Karriere.
Zigerli gilt als kämpferisch vorbildlicher Akteur, der jedoch im Offensivbereich spielerisch limitiert ist und dem es vor dem gegnerischen Tor an Effizienz mangelt. Seine Qualitäten liegen allgemein im Defensivbereich.

### International
Nachdem der Angreifer im Verlauf der Saison 2006/07 in drei Länderspielen für die U18-Auswahl der Schweiz aufgelaufen war, absolvierte der Linksschütze bei der U20-Junioren-Weltmeisterschaft 2009 sein einziges Weltmeisterschaftsturnier auf Juniorenebene, bei dem Zigerli in der Division I auflief und mit der Schweizer U18-Auswahl den Aufstieg in die Top-Division erreichte. Der Stürmer war mit fünf Treffern und drei Vorlagen massgeblich an diesem Erfolg beteiligt, lediglich Grégory Sciaroni (10) und Pascal Berger (8) hatten mindestens ebenso eine solche Punkteausbeute aufzuweisen.

## Erfolge und Auszeichnungen
- Meister der Nationalliga B 2006, 2007 und 2008
- Aufstieg mit dem EHC Biel in die National League A 2008

### International
- 2009 Aufstieg in die Top-Division bei der U20-Junioren-Weltmeisterschaft der Division I